# Magnolia angatensis
Magnolia angatensis är en magnoliaväxtart som beskrevs av Francisco Manuel Blanco. Magnolia angatensis ingår i släktet Magnolia och familjen magnoliaväxter. Inga underarter finns listade i Catalogue of Life.